# Thomas Sivertsson
Lars Thomas Sivertsson, född 21 februari 1965 i Halmstad, är en svensk handbollstränare och före detta handbollsspelare. Han är högerhänt och spelade i anfall som mittsexa. Han har bland annat varit förbundskapten för Sveriges damlandslag, 2014 till 2016.

## Handbollskarriär

### Klubblagsspel
Sivertsson spelade under många år i HK Drott i Elitserien, med vilka han tog flera SM-guld. Han kom till Drott från Halmstads HP 1988. Han spelade även en tid i spanska BM Granollers och gick 2001 till den danska storklubben KIF Kolding. Under slutet av sin aktiva karriär var han spelande assisterande tränare och sportchef. Efter att 2008 ha slutat som spelare tog han över som huvudtränare efter brodern Ulf, som i sin tur blev assisterande tränare. Hans första säsong som huvudtränare blev laget danska mästare och han valde därefter att lämna klubben. Under 2010 var han tränare för den polska klubben SPR Wisła Płock.

### Landslagsspel
I det svenska landslaget gjorde Thomas Sivertsson totalt 208 matcher och 458 mål under åren 1992 till 2002. Han deltog bland annat i OS 1996 i USA och 2000 i Australien, båda i vilka Sverige tog silver. Även som tränare har han haft landslagsuppdrag, bland annat som assisterande tränare till Mats Olsson i Portugals herrlandslag. Han tog 2014 tillsammans med Helle Thomsen uppdraget som förbundskapten för Sveriges damlandslag i handboll.

## Familj
Thomas Sivertsson är yngre bror till Ulf Sivertsson och far till handbollsspelarna Hugo Sivertsson och Sally Sivertsson.